# Estação de Maisons-Alfort - Alfortville
A Estação de Maisons-Alfort - Alfortville é uma estação ferroviária francesa da linha de Paris-Lyon a Marseille-Saint-Charles, situada no território das comunas de Alfortville e de Maisons-Alfort, no departamento de Vale do Marne, na região da Ilha de França.

## Localização
A estação está situada no ponto quilométrico 6,226 da linha de Paris-Lyon a Marseille-Saint-Charles. Sua altitude é de 36 m. Desde o fechamento das estações de Bercy-Ceinture e de Charenton, ela é a primeira parada após a origem da linha (além do anexo que constitui Paris-Bercy).

## História

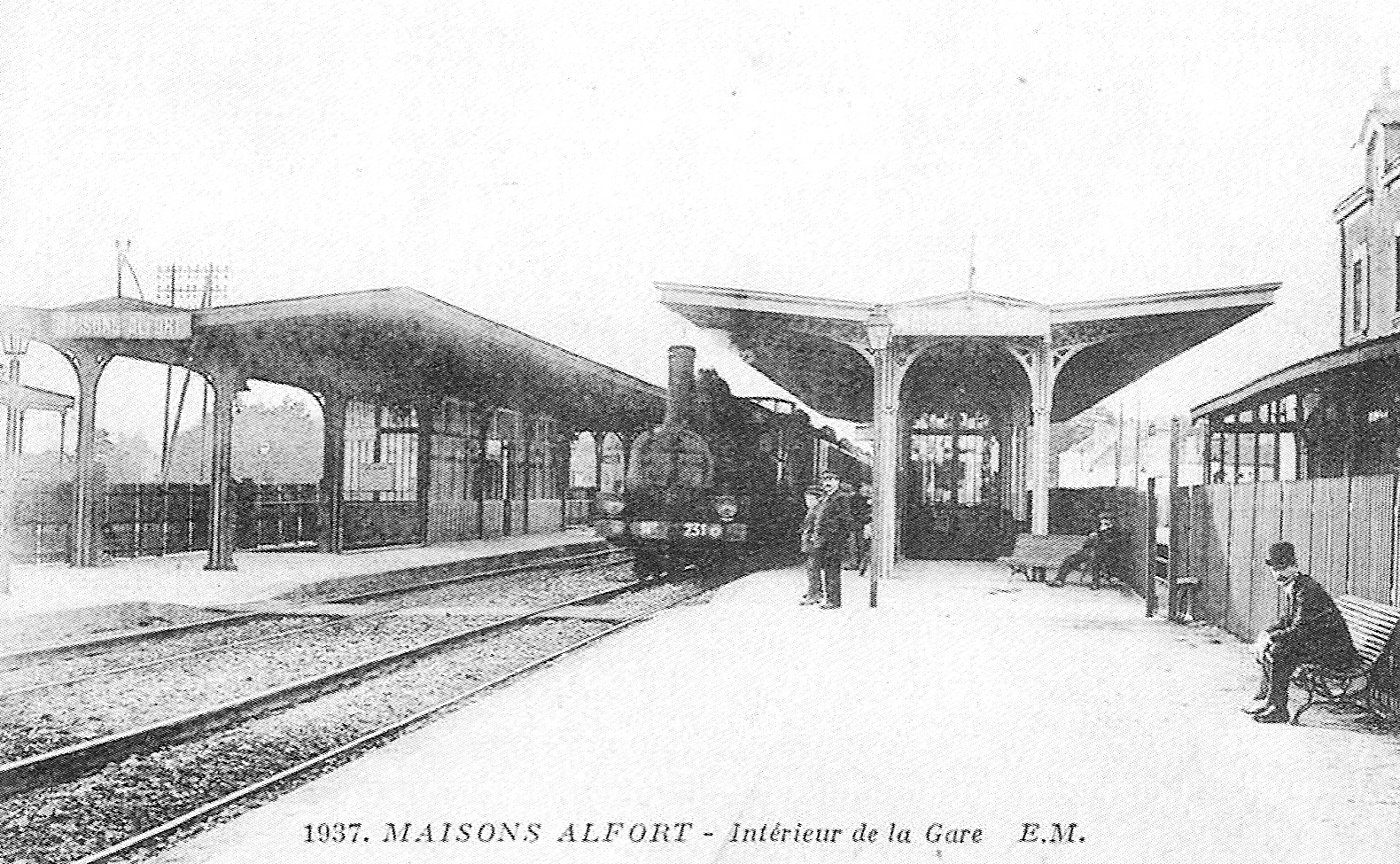
Chegada de um trem na estação no início do século XX

A estação foi inicialmente chamada de "Maisons-Alfort" quando a linha foi inaugurada em 12 de agosto de 1849 . Em 1885, Maisons-Alfort perdeu parte do seu território que passou a ser a comuna de Alfortville, mas só em 1914 o seu nome foi acrescentado e a estação passou a ser oficialmente denominada "Maisons-Alfort/Alfortville".
Em 2017, segundo estimativas da SNCF, a frequentação anual da estação era de 12 768 152 passageiros, tendo este número aumentado para 12 768 495 em 2016.

## Serviço aos passageiros

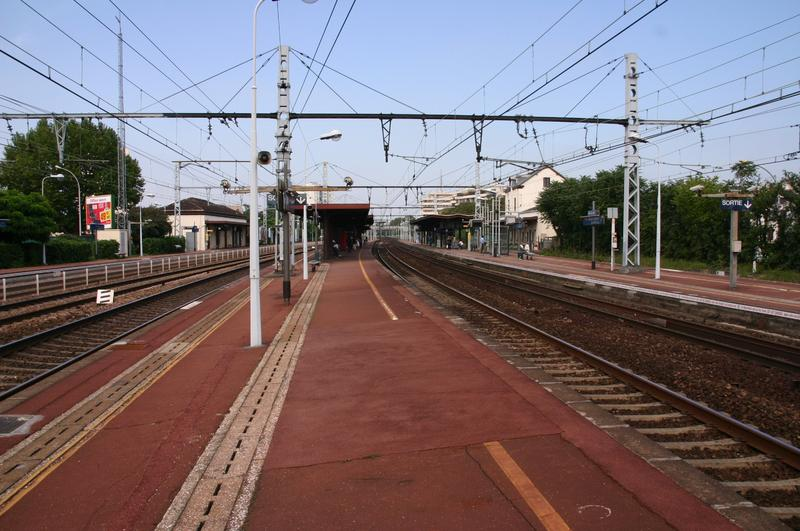
À esquerda o edifício de passageiros no lado de Alfortville, à direita o edifício de passageiros no lado de Maisons-Alfort

### Ligação
A estação é servida por trens da linha D do RER. Desde o final de 2005, tem sido servido por 8 trains por hora em cada direção, durante os horários de pico e fora de pico, e por 4 a 6 trens por hora em cada direção à noite.
Em 2004, o atendimento foi de 11 000 passageiros (entrada) por dia, tornando-se a 10 estação da linha por sua frequência. A duplicação dos serviços a partir do final de 2005 (passagem de 4 para 8 trens por hora em cada sentido no horário de pico) contribuiu para o aumento desse atendimento.
O aumento regular no atendimento por vários anos representou um problema no que diz respeito à facilidade e segurança dos movimentos dos viajantes (isso foi lembrado em particular por um acidente fatal ocorrido na manhã de 7 de outubro de 2003). Após vários anos de estudos, foi criado um novo acesso subterrâneo durante a reparação total da estação e seus acessos; a obra concluída em 2018 durou 5 anos.

## Características
A estação possui seis vias e quatro plataformas, de oeste a leste:
- edifício de passageiros do lado de Alfortville, com uma plataforma lateral, acessível apenas pelo viário e não pela estação;
- via 2M direção Paris, geralmente TER Bourgogne e Transilien linha R;
- via 1M direção Villeneuve (sem plataforma), geralmente TER Bourgogne e Transilien linha R;
- linha 2 direção Paris, geralmente TGV e Grandes Lignes;
- plataforma;
- via 2bis direção Paris, RER D;
- via 1bis direção Villeneuve, RER D;
- plataforma;
- linha 1 direções Villeneuve e LGV Sud-Est, geralmente TGV e Grandes Lignes;
- edifício de passageiros (principal) do lado de Maisons-Alfort, com uma plataforma de serviço não acessível ao público.

Ele também tem três subterrâneos:
- subterrâneo norte, dando acesso de entrada e saída para as duas plataformas centrais;
- subterrâneo central, passagem pública que conecta os viários em ambos os lados e fornece a única saída das duas plataformas centrais;
- subterrâneo sul, servindo os dois edifícios de passageiros em cada lado e fornecendo acesso de entrada e saída para as duas plataformas centrais.

## Intermodalidade
A estação é servida pelas linhas 103, 172, 181, 217 e 372 da rede de ônibus RATP e, à noite, pelas linhas N132 e N134 da rede Noctilien.

## Galeria de fotografias

Fotos do século XX
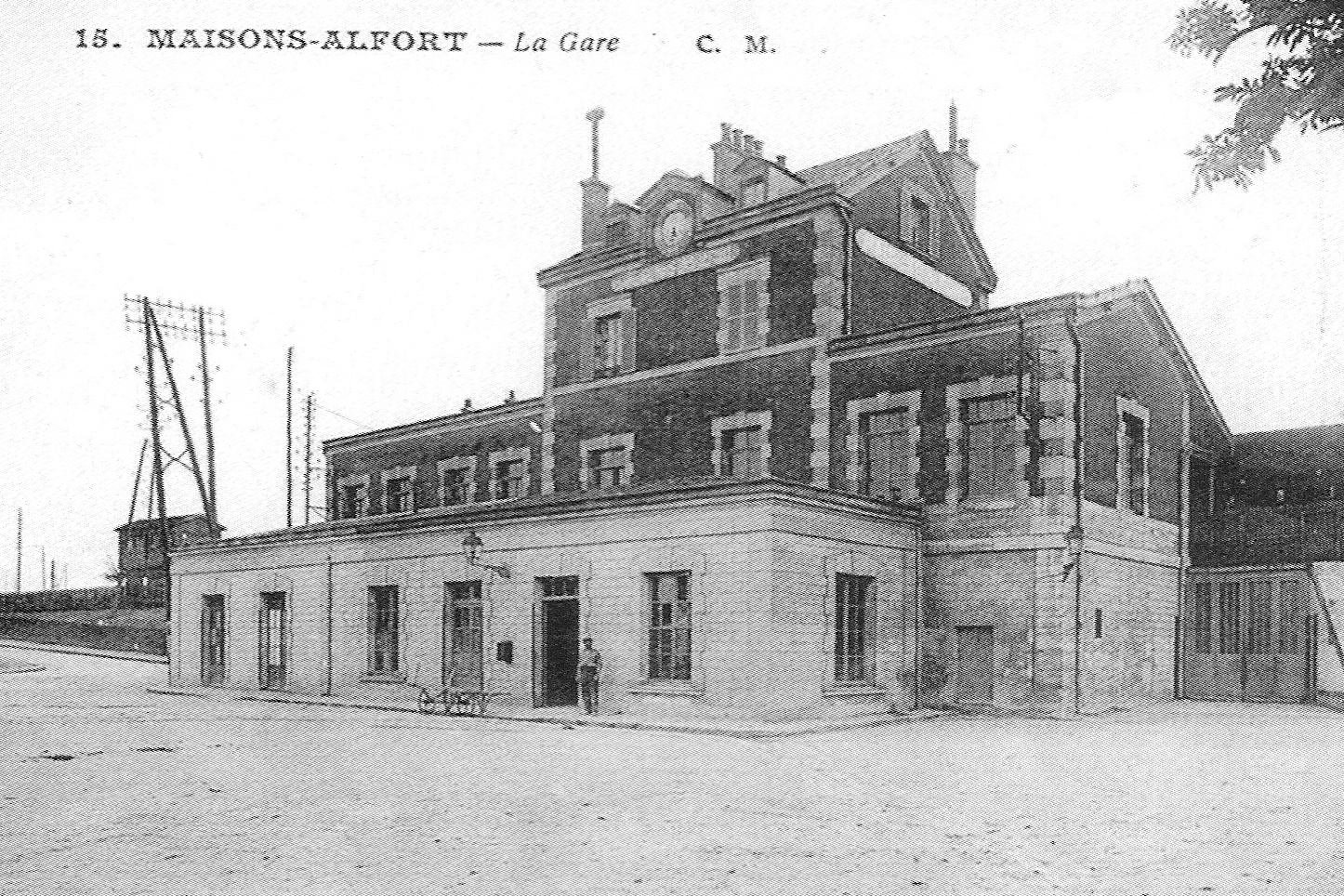
O edifício de passageiros no início do século XX.
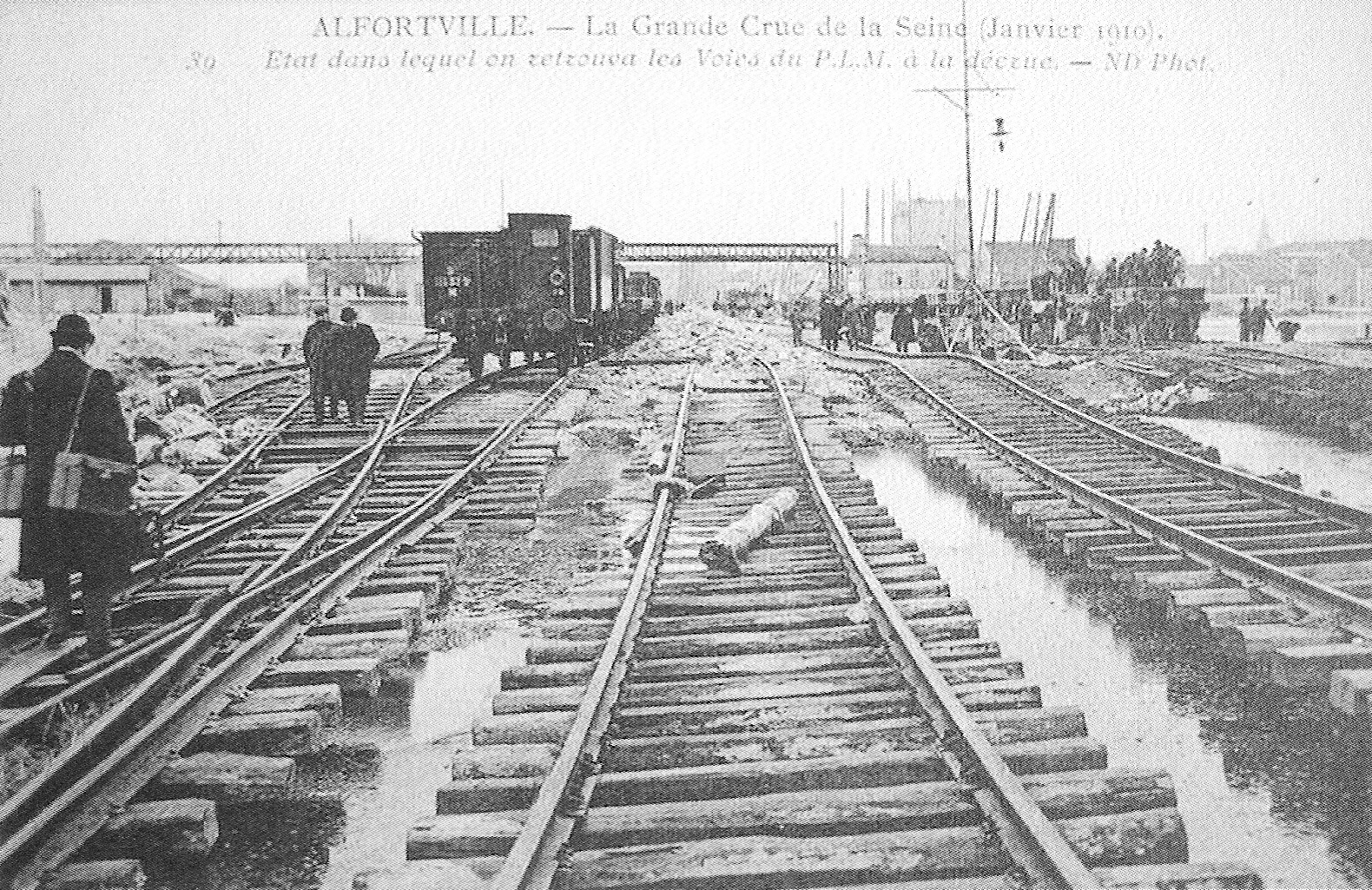
As vias da estação após a enchente do Rio Sena de 1910.

Fotos do século XXI
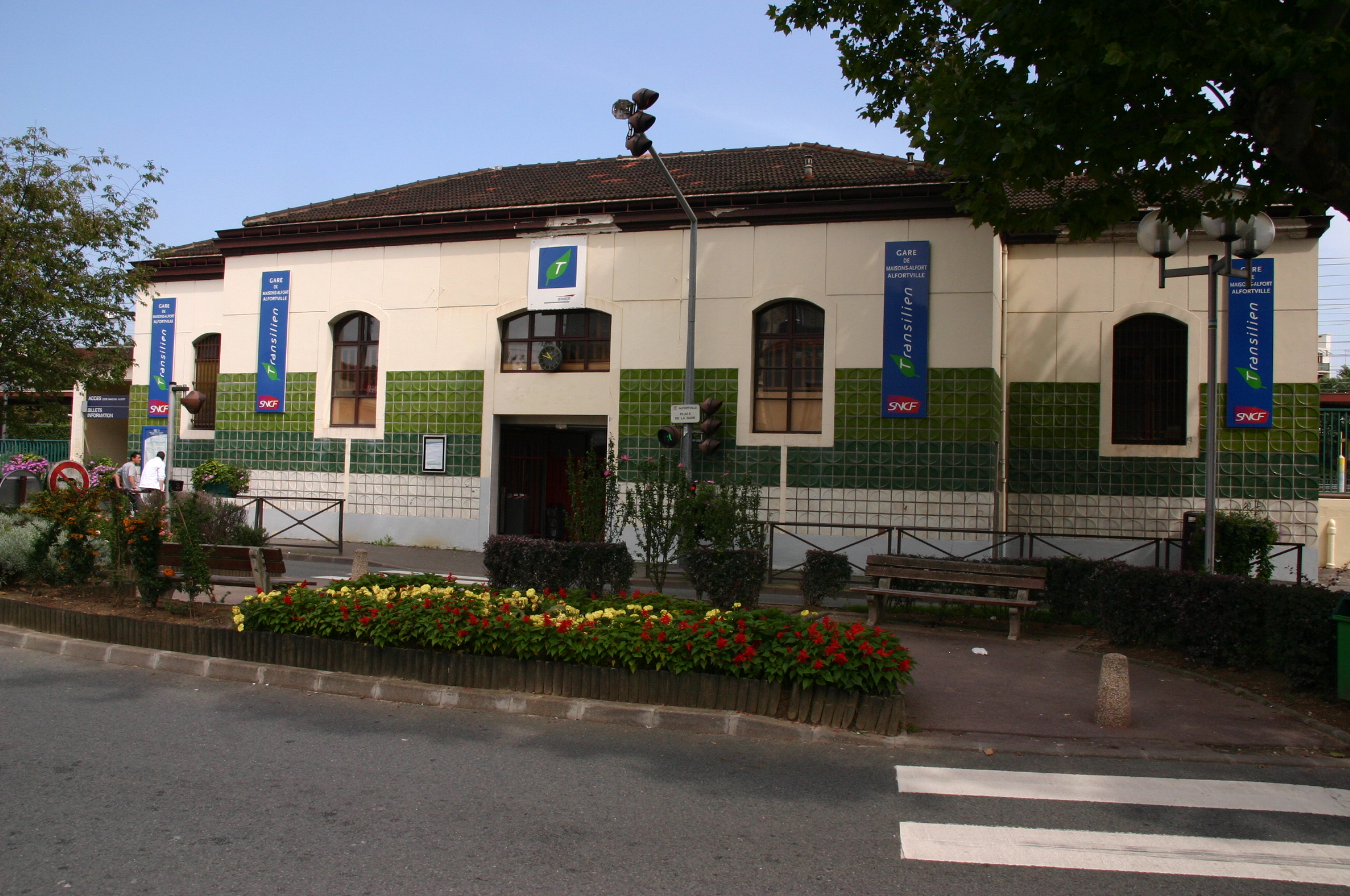
Entrada da estação no lado de Alfortville.
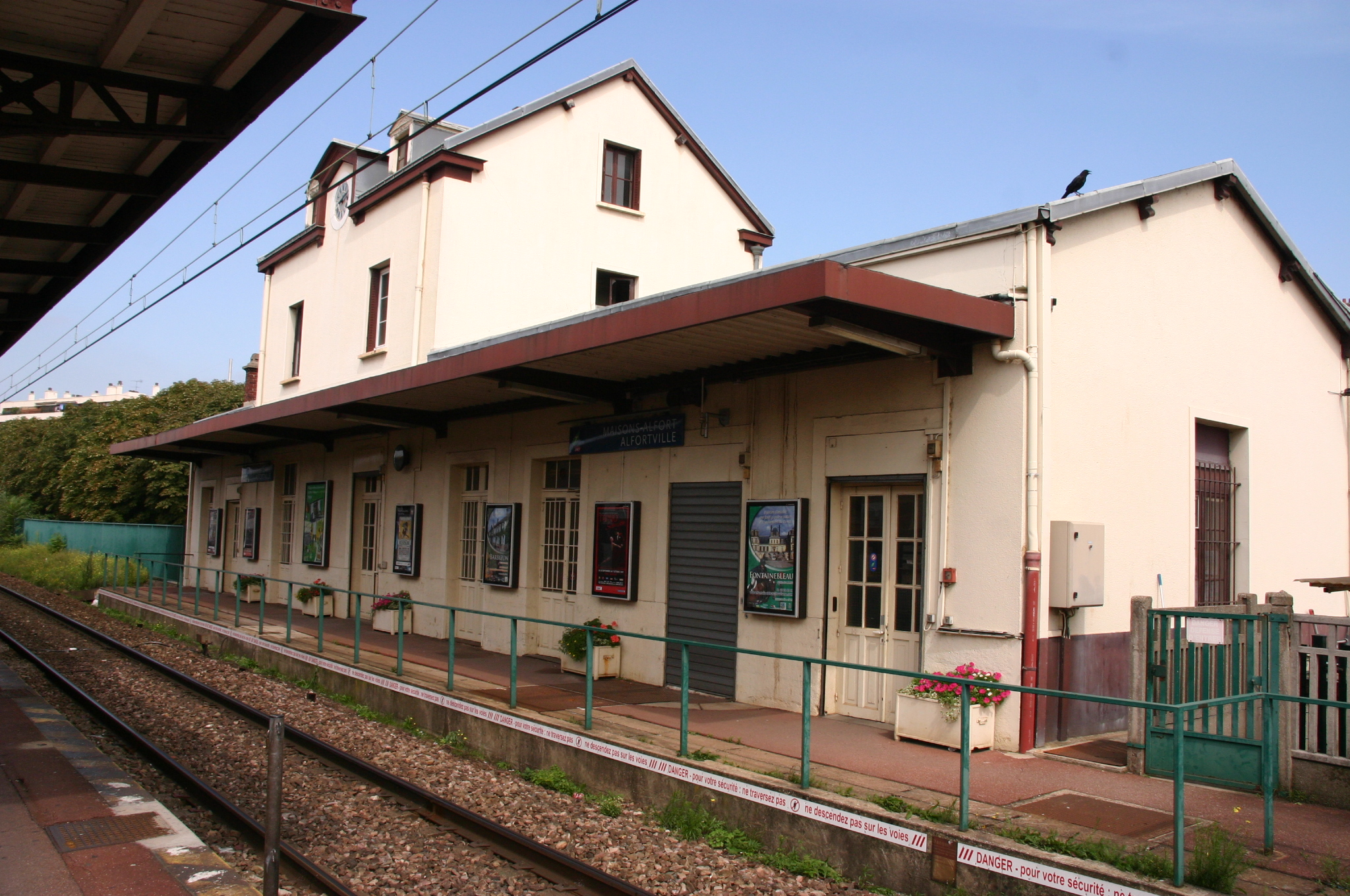
Vista do edifício de passageiros da plataforma das vias 1 e 1B.
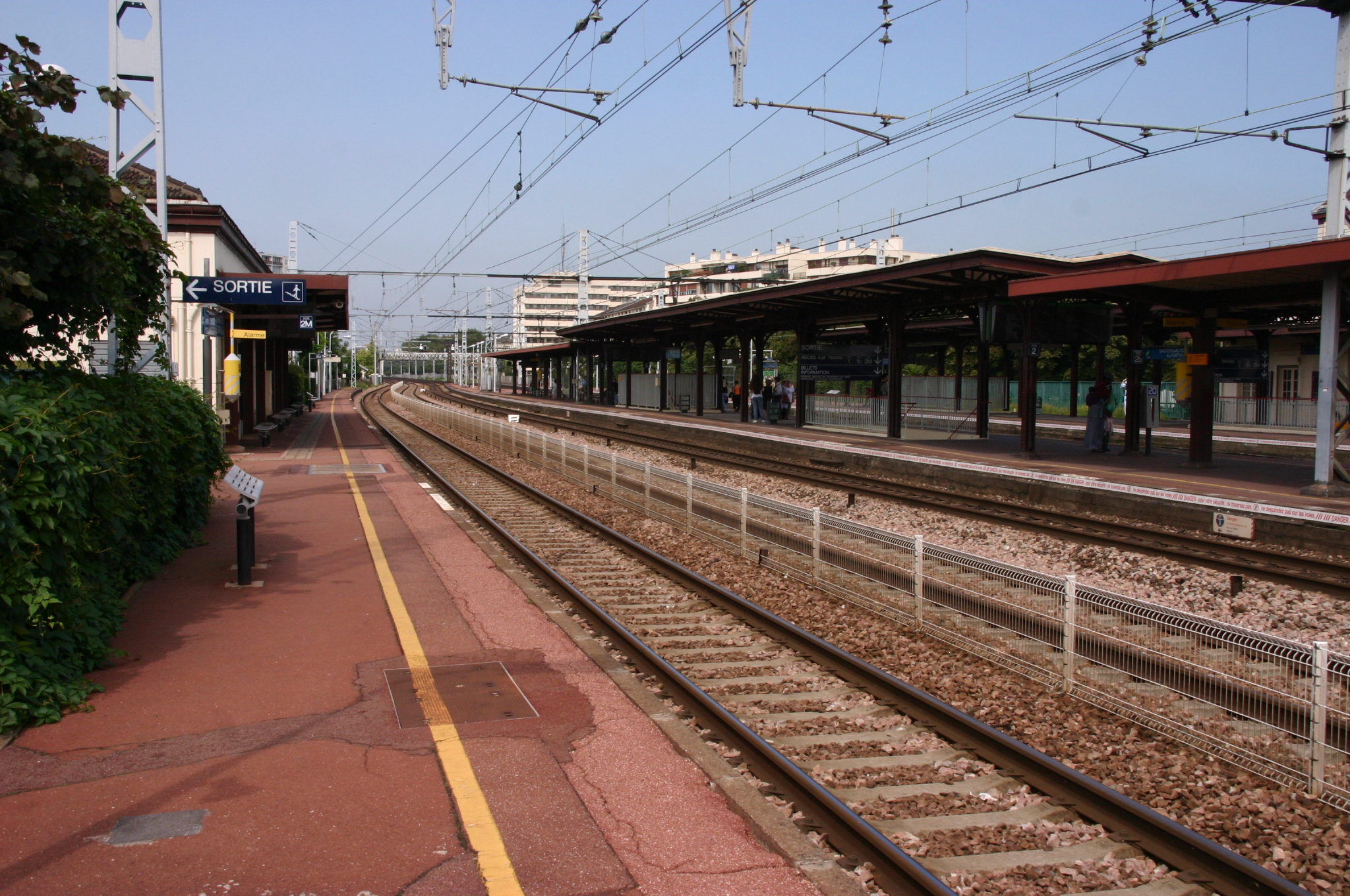
Interior da estação visto da plataforma da via 1M.
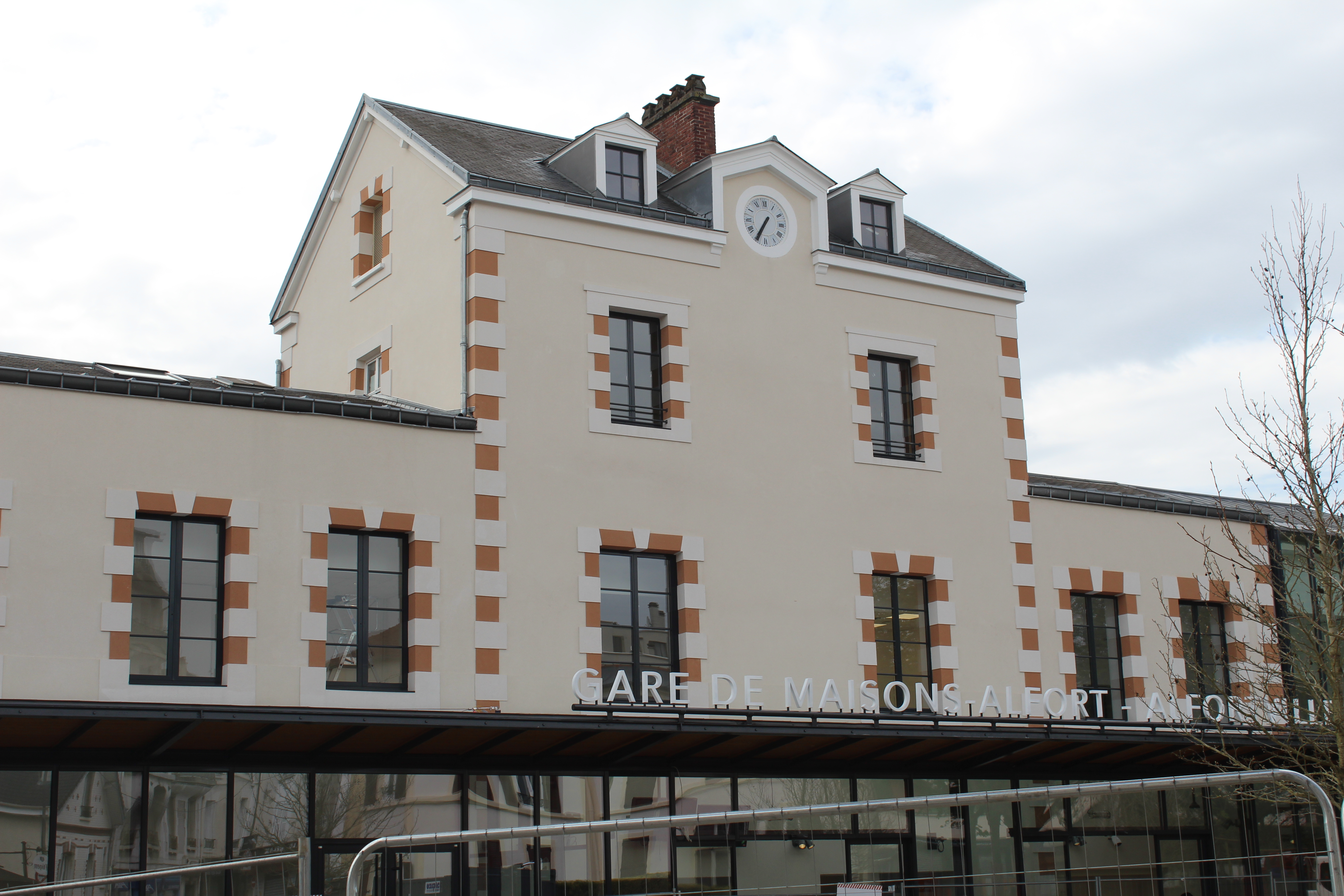
Edifício de passageiros após renovação.